# Rio dos Índios (kommun)
Rio dos Índios är en kommun i Brasilien.   Den ligger i delstaten Rio Grande do Sul, i den södra delen av landet, 1 400 km söder om huvudstaden Brasília. Antalet invånare är 3 616. Arean är 237 kvadratkilometer.
Terrängen i Rio dos Índios är kuperad åt nordväst, men åt sydost är den platt.
Trakten runt Rio dos Índios består till största delen av jordbruksmark. Runt Rio dos Índios är det ganska glesbefolkat, med 25 invånare per kvadratkilometer.